# Villa Cavrois
Pour les articles homonymes, voir Louis-Joseph Cavrois et Jean-Baptiste Alexandre Cavrois.
La villa Cavrois à Croix, dans le département du Nord, est une commande de Paul Cavrois, industriel roubaisien du textile, à l'architecte franco-belge Robert Mallet-Stevens. Elle fut construite de 1929 à 1932.
Inaugurée en 1932, elle fait l’objet d’un classement au titre des monuments historiques depuis le 12 décembre 1990.

## Contexte de commande et création
Paul Cavrois (1890-1965) est un industriel textile du Nord qui possède des usines modernes de filature, de tissage et de teinture du coton et de la laine. Il achète, au début des années 1920, un terrain situé sur la colline de Beaumont, dans la commune de Croix, à quelques kilomètres de Roubaix, pour y construire une demeure capable d'accueillir sa famille de 7 enfants et le personnel de service. À l'origine, le projet de construction devait être piloté par l'architecte et urbaniste Jacques Gréber qui lui propose une maison de style néo-régionaliste très en vogue dans cette période-là. Paul Cavrois sollicite finalement Robert Mallet-Stevens après avoir découvert son travail lors de l'exposition internationale des arts décoratifs et industriels modernes de 1925 à Paris, notamment la villa Noailles. Les propriétaires laissent pleins de pouvoirs à l’architecte sur le projet de leur demeure, qui, pour la première fois dans sa carrière peut s’occuper de la réalisation dans ses moindres détails. La villa est conçue par Mallet-Stevens comme une œuvre d’art totale et représente l’aboutissement de ses préoccupations tant esthétiques que techniques.

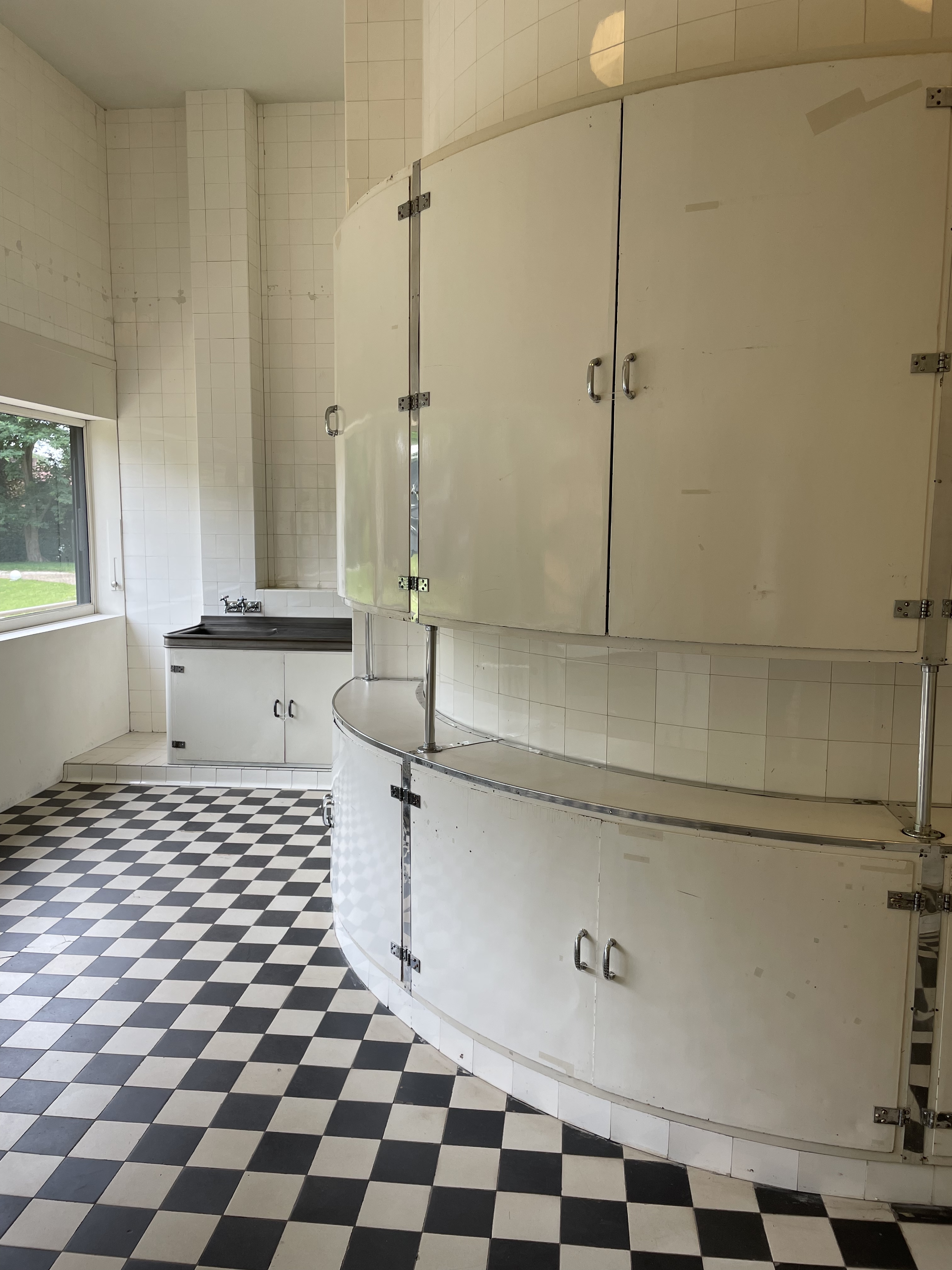
La cuisine.

Après trois ans de travaux, la villa est inaugurée le 5 juillet 1932 lors du mariage de Geneviève Cavrois, la fille aînée du couple Cavrois. À son achèvement la villa étonne par sa hardiesse et sa modernité et son style rompt totalement avec celui des demeures de la même époque qui lui sont voisines. Le programme de cet édifice commandé en 1929 est clair : « air, lumière, travail, sports, hygiène, confort et économie ».

## Période d'abandon

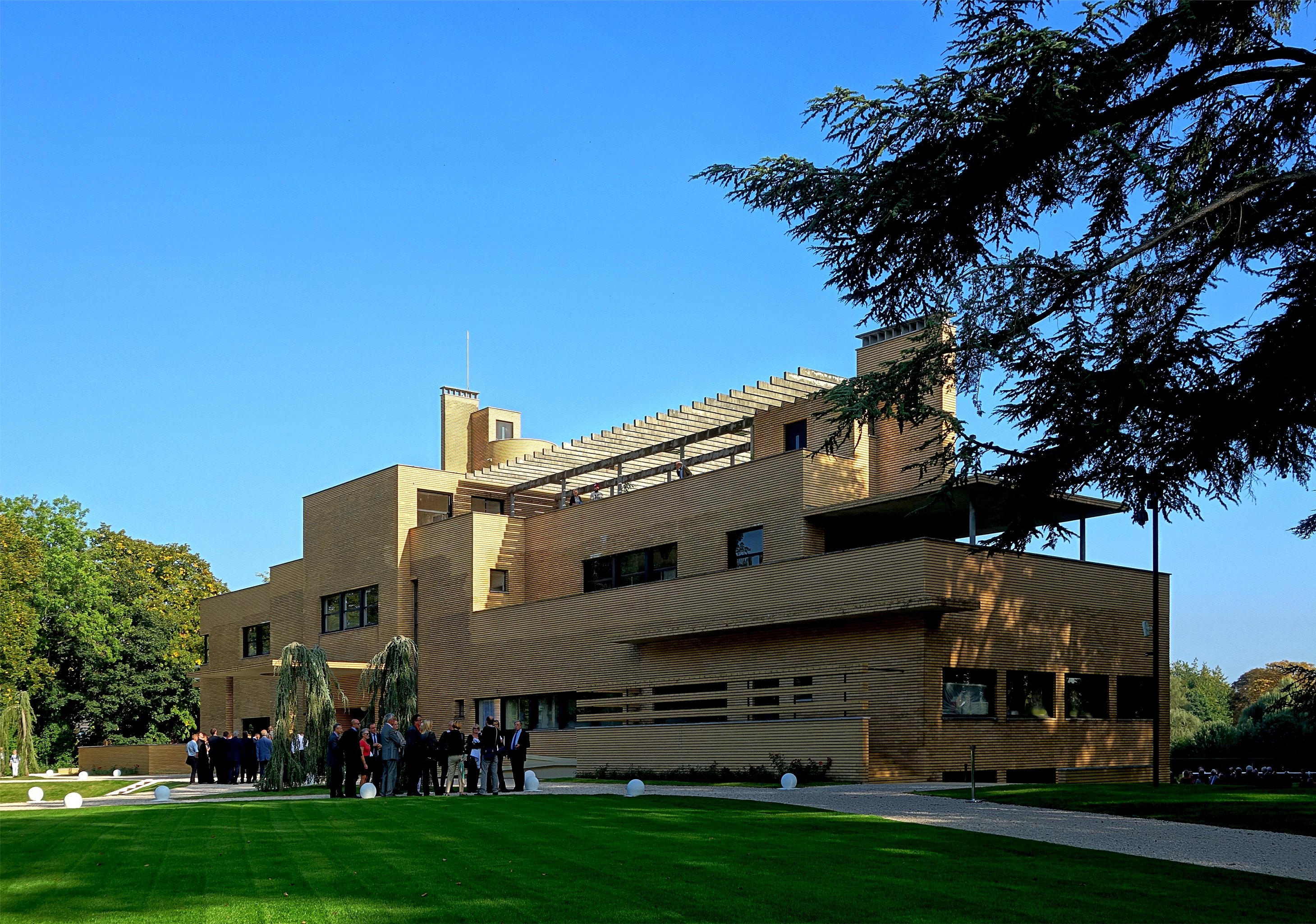
La façade de la villa.

Pendant la Seconde Guerre mondiale, les Cavrois quittent le Nord pour se réfugier dans leur manoir de Normandie et la villa est occupée par les soldats allemands qui la transforment en une caserne pouvant accueillir jusqu’à deux cents militaires. Après la guerre, au retour des Cavrois dans leur maison en 1947, l'intérieur de la villa est modifié par l'architecte Pierre Barbe à la demande de Paul Cavrois de créer deux appartements pour accueillir les familles de ses fils Paul et Francis. Ainsi, deux habitations indépendantes sont réalisées dans l'aile ouest du bâtiment, Paul et Lucie continuant à habiter la partie est de la villa. La famille Cavrois habite la villa jusqu'au décès de Lucie Cavrois en 1985, date à laquelle le mobilier est dispersé dans une vente aux enchères. En 1987, la villa est vendue à une société immobilière, qualifiée de "peu scrupuleuse" par la presse spécialisée. Elle veut démolir l'édifice et créer un lotissement sur le terrain. Ce projet est rejeté par la mairie de la ville en 1988. La villa est laissée à l'abandon et est très vite pillée, squattée et saccagée par des récupérateurs de matériaux.

## Cheminement vers l'acquisition par l'État
En 1990, l'ensemble de la villa et du parc est classé d'office au titre de monument historique par décret du 12 décembre,. Cette même année voit la naissance d'une association de sauvegarde qui réunit les personnes sensibles au destin de la maison et qui souhaitent agir en vue de sa sauvegarde (elle s'était notamment opposée au projet de destruction). Cette association n'a cessé, depuis sa création, de solliciter les autorités compétentes sur le sort de la villa et a engagé de très nombreuses actions de sensibilisation.
L'État (ministère de la Culture et de la Communication) a racheté l'édifice en 2001 et a engagé, à partir de 2004, une première campagne de travaux pour la restauration du gros œuvre (clos et couvert, terrasses, fenêtres…) et la restitution des volumes intérieurs d'origine.
Par arrêté du 18 décembre 2008, l’État a remis la villa Cavrois en dotation au Centre des monuments nationaux (CMN), avec la mission d’assurer sa restauration et de prévoir son ouverture au public.
Le CMN a conduit la restauration du gros-œuvre et des décors intérieurs de la villa (sols, revêtements muraux, polychromie, meubles intégrés) et a pu racheter ou bénéficier de dons d'une partie significative du mobilier, afin de restituer l’art de vivre en 1932, époque de la livraison de la villa. Le CMN a également effectué une restauration de la partie subsistante du parc (replantation d’arbres, restauration du miroir d’eau, réfection des allées d’origine, mise en lumière du parc), ainsi que l’aménagement d’un parc de stationnement.
La villa a ouvert ses portes au public le 13 juin 2015.

## Une conception moderniste
La villa Cavrois est un chef-d'œuvre de l’architecture moderniste et un exemple unique dans le nord de la France. La villa fait 60 mètres de long, dispose de 2 800 m2 dont 1 840 m2 habitables et 830 m2 de terrasse et de 17 600 m2 de parc ouvert à la visite (5 ha de parc à l’origine). La villa Cavrois témoigne de l'art de vivre tel que le concevaient les architectes modernes contemporains comme Le Corbusier. Luminosité, hygiène et confort sont les maîtres mots qui animent leurs constructions. La villa Cavrois illustre avec simplicité et élégance cet esprit. Ce grand château moderne s'organise pour gérer au mieux la vie des neuf membres de la famille et le travail du personnel de maison. Le travail de Mallet-Stevens ne se limite pas à agencer les volumes d'un bâtiment pour répondre au mieux aux besoins de son client, il conçoit également la décoration des espaces intérieurs et les jardins qui l'entourent.

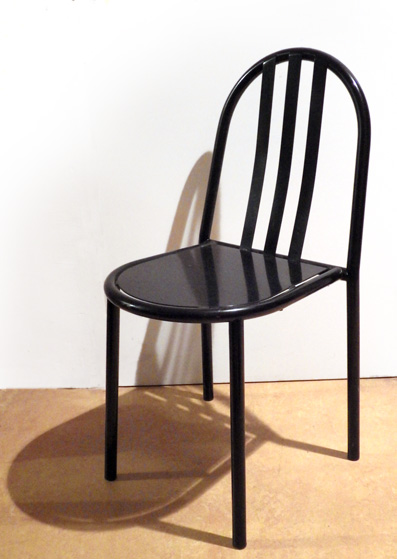
Chaise en tube d'acier à dossier cintré de 1929-1931 conçue pour la villa Cavrois.

Le choix des matériaux (béton armé, un matériau nouveau à l'époque, métal, acier, verre, marbre vert de Suède pour la salle à manger parentale ou marbre jaune de Sienne autour de la cheminée du hall-salon, planchers en chêne, en zingana, en acajou de Cuba ou en iroko) et du mobilier intérieur fait écho à la hiérarchisation des espaces : tout est pensé et adapté à l'usage des lieux. Simplicité et fonctionnalité du mobilier règnent dans toutes les pièces. Le luxe de cette habitation ne s'étale pas dans les lambris ou les dorures, il se déploie dans la richesse des matériaux employés, comme les différents marbres et essences de bois. La villa Cavrois offre surtout à ses occupants un grand nombre d'équipements particulièrement rares pour l'époque, comme la distribution d'eau chaude, froide et adoucie. L'électricité occupe une place particulière dans cet édifice : chaque pièce dispose d'un haut-parleur de TSF et d'une horloge électrique intégrée aux murs. Les appareils pour nettoyer le linge sont aussi électriques. Le téléphone, présent dans toutes les pièces, permet aux habitants de communiquer entre eux ou avec l'extérieur. On compte aussi une chaufferie moderne et une cave à vin. L'éclairage a également fait l'objet d'un soin particulier. En collaboration avec l'ingénieur et éclairagiste André Salomon, Mallet-Stevens a conçu un éclairage indirect qui s'intègre à l’architecture et a doté la plupart des pièces de la villa d’un système de dispositifs lumineux qui dirigent la lumière vers le plafond pour obtenir une lumière uniforme et qui se rapproche au mieux de la lumière naturelle. L'hygiène figure dans le cahier des charges, en témoigne l'aspect de clinique de la cuisine (métal et peinture blanche) mais aussi la présence d’un bassin de natation d’une longueur de 27 mètres avec une profondeur de 4 mètres au niveau des plongeoirs.

## Visite de la villa Cavrois
L’entrée du domaine est située à l’angle nord-ouest du terrain et est décalée par rapport à la façade principale du bâtiment. Une allée circulaire permettait aux voitures de pénétrer facilement dans la propriété et de pouvoir rejoindre le garage, situé dans la maison du gardien, sans manœuvre. La villa se présente avec un revêtement de briques de parement de couleur jaune et elle est la seule réalisation de Mallet-Stevens à disposer d’un tel écrin. L’entreprise Bonzel a fabriqué 26 moules de forme différente pour fabriquer des briques capables de recouvrir toutes les superficies de la villa. La source d’inspiration de cette brique est l'hôtel de ville d’Hilversum, aux Pays-Bas, réalisé par l’architecte Willem Marinus Dudock. Si l'esthétique de la villa est moderne (grandes surfaces vitrées, toits-terrasses, absence de décoration, pureté des lignes), son plan s’inscrit dans la tradition du château à la française : autour du vestibule d’entrée et du grand hall qui forment le corps central du bâtiment se développent deux ailes symétriques, celle des parents d’une part et celle des enfants et des domestiques de l’autre. Le plan de la maison est étudié pour faciliter les déplacements et organiser de manière rationnelle la vie domestique.

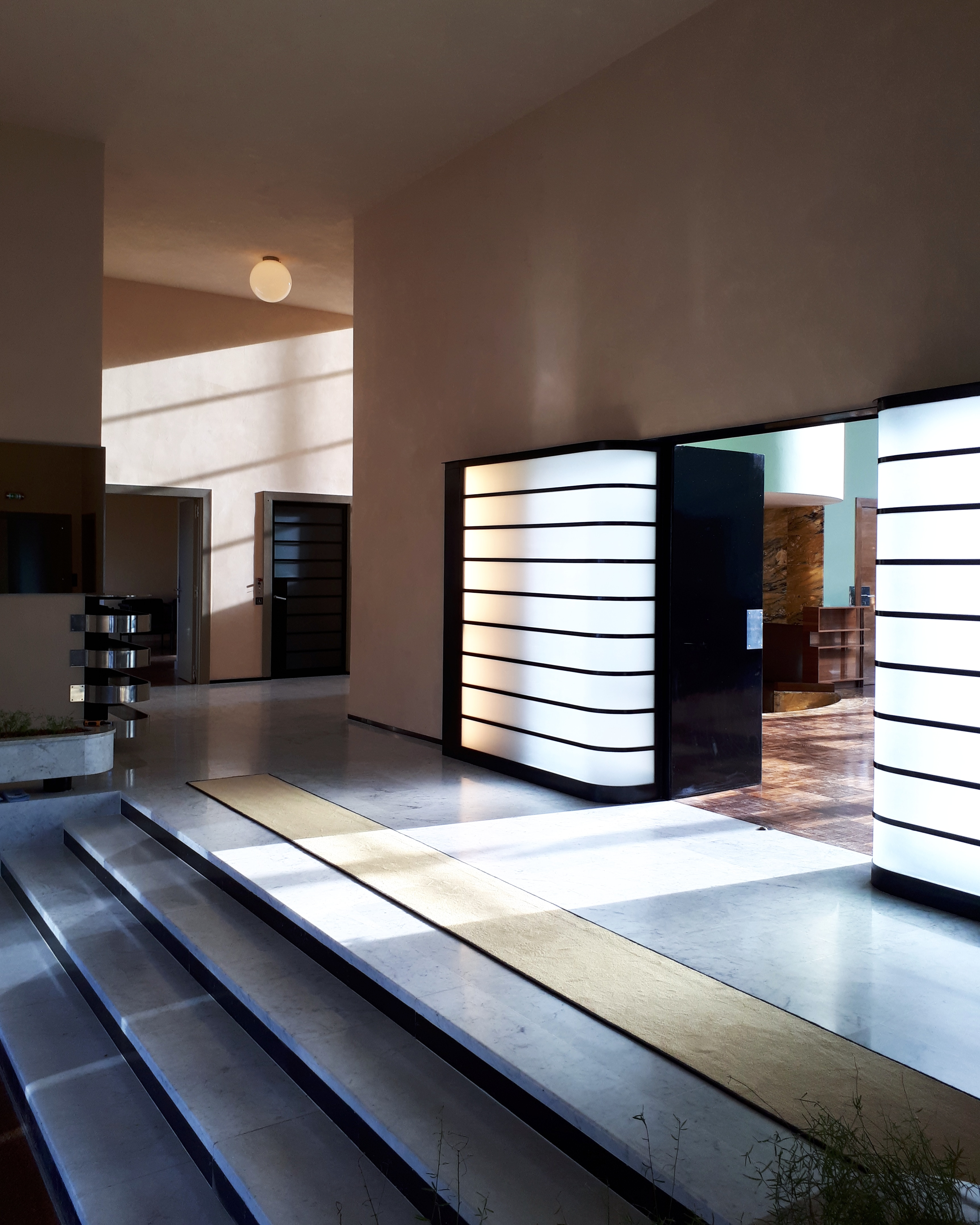
Le vestibule d'entrée et les boîtes à lumière.

Au rez-de-chaussée, le vestibule d'entrée est une vaste pièce aux éclairages co-créés par Jacques Le Chevallier et René Koechlin qui sert à distribuer les espaces. La porte noire qui donne accès au hall-salon est encadrée par deux boîtes à lumière ressemblant à celles que Mallet-Stevens avait réalisées pour les décors du film Le Vertige de Marcel L'Herbier. Le hall-salon se présente comme une grande pièce cubique en double hauteur avec une grande baie vitrée donnant sur le parc. Le sol est recouvert de parquet Noël et les murs sont peints en vert. Sur le côté est, on retrouve un coin cheminée recouvert de marbre jaune de Sienne et aménagé avec des banquettes. Une porte coulissante située sur le côté ouest permet d'accéder à la salle à manger des parents qui est caractérisée par le sol et les murs en marbre vert de Suède et le mobilier en poirier laqué noir. Attenante à la salle à manger des parents, la salle à manger des enfants est meublée d’une table et six chaises d’origine en zingana. Cette pièce possède un accès indépendant au jardin grâce à un petit escalier extérieur en colimaçon. Depuis les deux salles à manger, on peut accéder à l'office et à la cuisine. Ces pièces témoignent de l’importance de l’hygiène dans la conception d’une demeure moderne par Mallet-Stevens grâce à la présence du mobilier en métal facile à nettoyer, le sol en damier de carreaux noir et blanc et les murs en carreaux de faïence blanche qui apportent de la luminosité supplémentaire. Toujours au rez-de-chaussée, dans l’aile est, le bureau de Paul Cavrois, avec son mobilier en poirier naturel verni, donne accès au fumoir, petite pièce circulaire à l'air de cabine de paquebot dotée d'une armoire à cigares en acajou de Cuba et des banquettes en cuir. L'extrémité est du rez-de-chaussée est occupée par les deux chambres de jeune homme, une avec une vivante et intense polychromie des murs, hommage au mouvement artistique néerlandais De Stijl, et l’autre peinte dans différentes tonalités de jaune et mobilier en chêne cérusé.
On accède au premier étage par le monumental escalier d'honneur, inscrit dans la tour du belvédère, avec les marches en marbre blanc et les contremarches en marbre noir. L'aile ouest est occupée par les chambres des enfants et de la gouvernante tandis que l'aile est abrite la suite parentale. Dans l'aile des enfants, la chambre des garçons n'a pas été restaurée pour témoigner de l'état de la villa avant les travaux de restauration. Dans l'aile des parents, la chambre à coucher se présente avec son mobilier plaqué de palmier et ses murs peints en beige, ce qui lui confère élégance et raffinement. Le boudoir de Lucie Cavrois est une pièce à l'allure plus désinvolte grâce aux meubles en sycomore de couleur paille, les murs peints en bleu ciel et la moquette bleu marine. La salle de bains des parents est une pièce traversante avec une superficie d'environ 60 m2. Elle est constituée d'une partie réservée à l'habillement avec une moquette à pois noir et blanc où se trouve le dressing, et une partie pour les ablutions (baignoire et douche avec des jets d'eau sur les côtés) avec le sol blanc en marbre de Carrare. Dans cette pièce, on remarque la présence d'un baromètre et d'un pèse-personne intégré dans le mur.
Le deuxième étage, isolé du reste de la maison, est occupé par la salle de jeux et les salles d'étude des enfants. La salle de jeux est une vaste pièce avec les murs recouverts de toile rouge dans la partie supérieure et d’aluminium dans la partie inférieure. Depuis la salle de jeux, on peut accéder à la terrasse-pergola qui pouvait se transformer en salle à manger d’été grâce au monte-plats qui transférait les mets depuis la cuisine.
Au rez-de-jardin, la buanderie est équipée avec une essoreuse, une repasseuse et un sèche-linge. Dans cette pièce est exposé le mobilier d’origine du jardin. Derrière la buanderie est située la chaufferie avec deux chaudières au fuel destinées une pour le chauffage de la maison et l’autre pour l’eau chaude. En face de la chaufferie, une pièce accueille les cuves à fuel. L'ancienne cave à vin a été transformée en matériauthèque, où sont exposés des échantillons des matériaux de construction de la villa (briques, carrelages, marbres, parquets, vitrages, menuiserie, serrurerie…), ainsi qu'un ensemble d'éléments techniques (tableau électrique, interrupteurs, plomberie, chauffage…).

### Galerie d'images

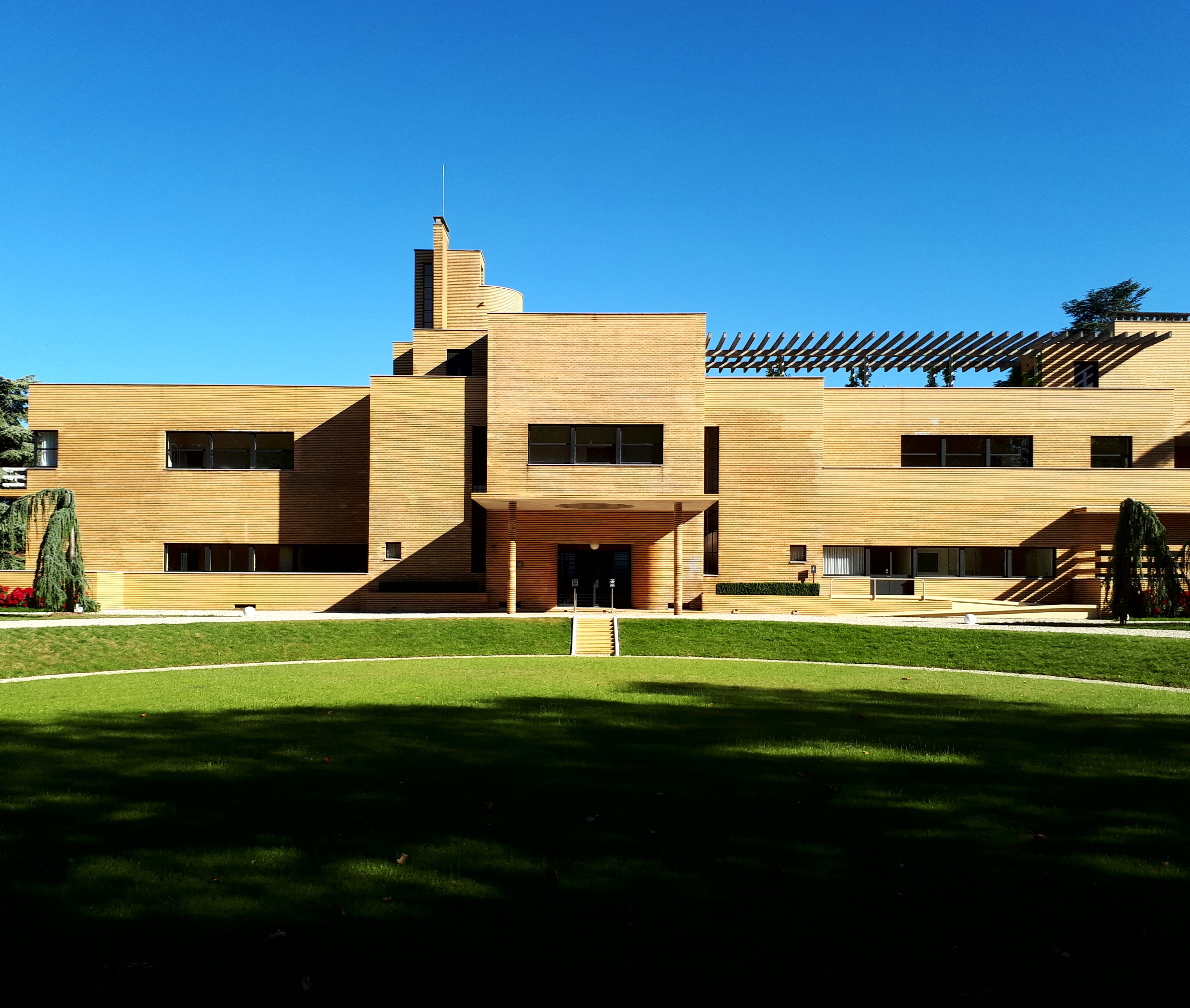
Façade nord de la villa.
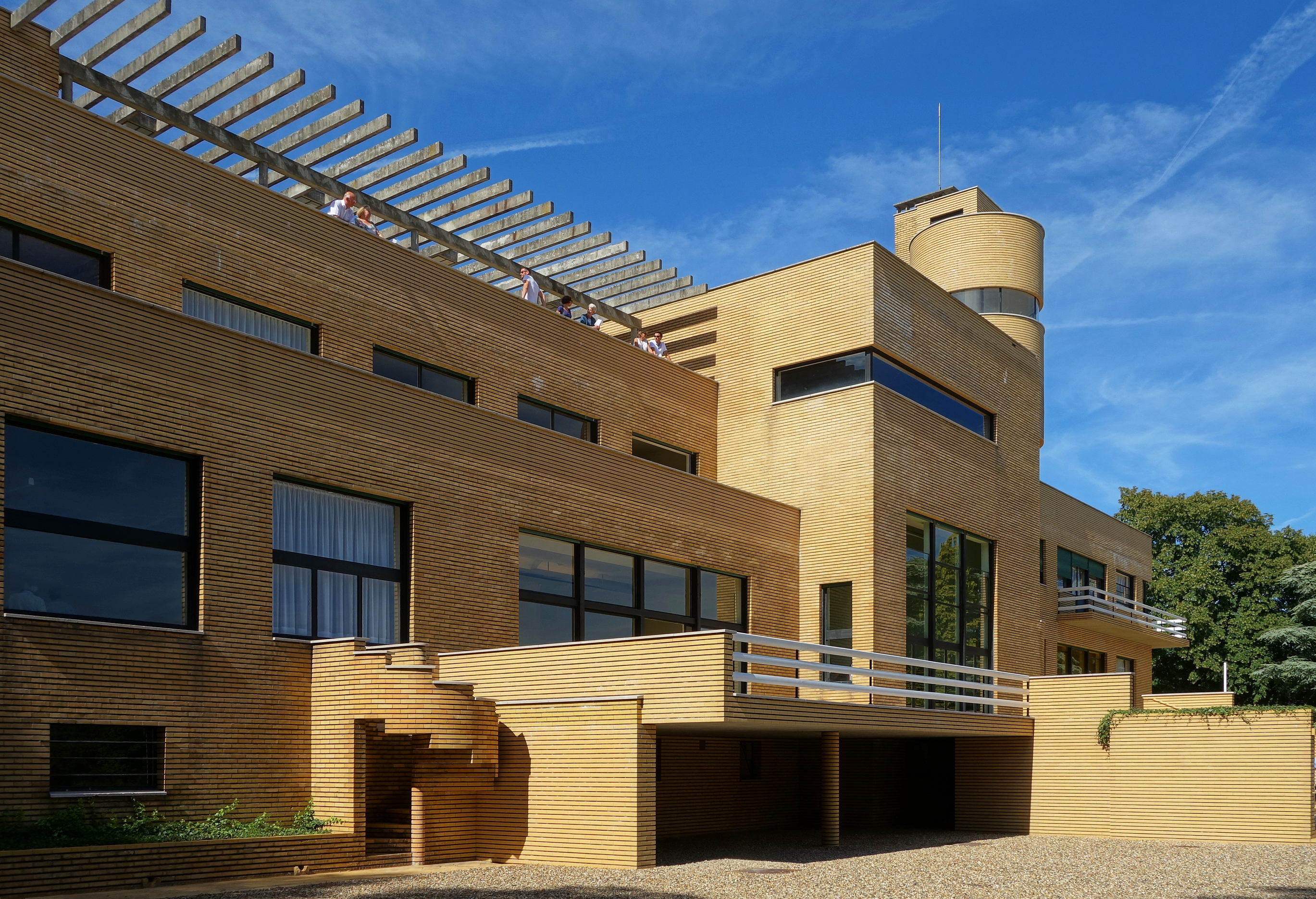
Façade sud.
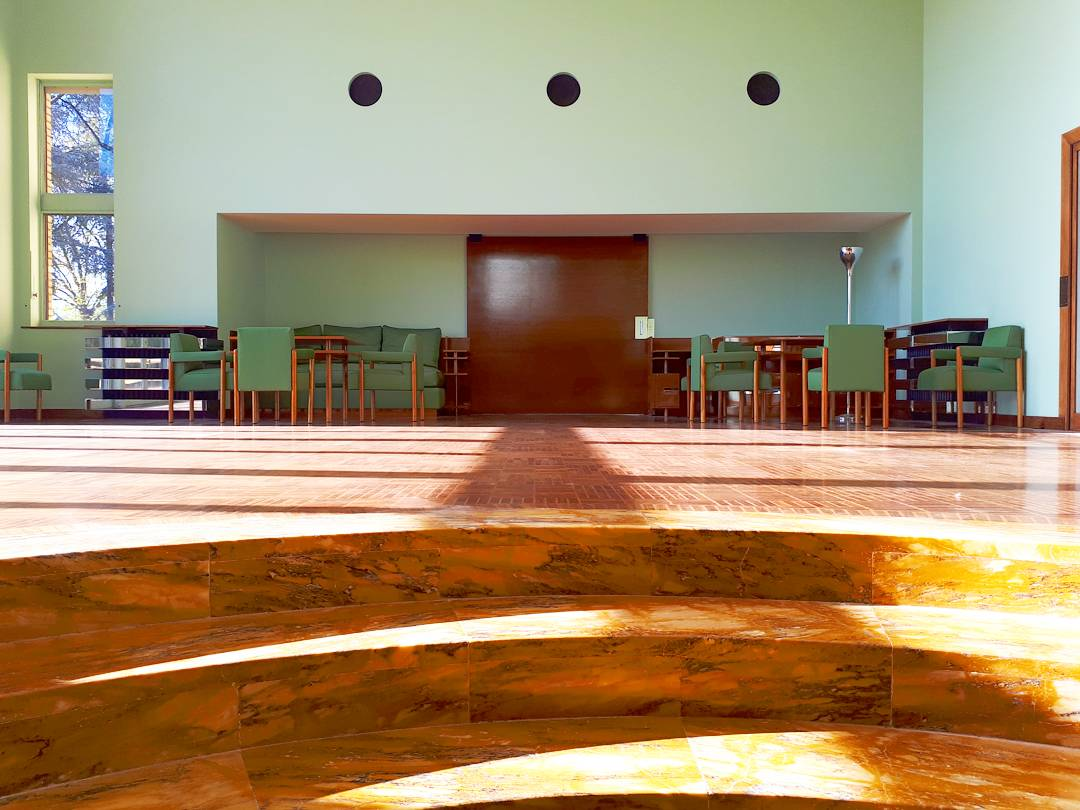
Hall-salon.
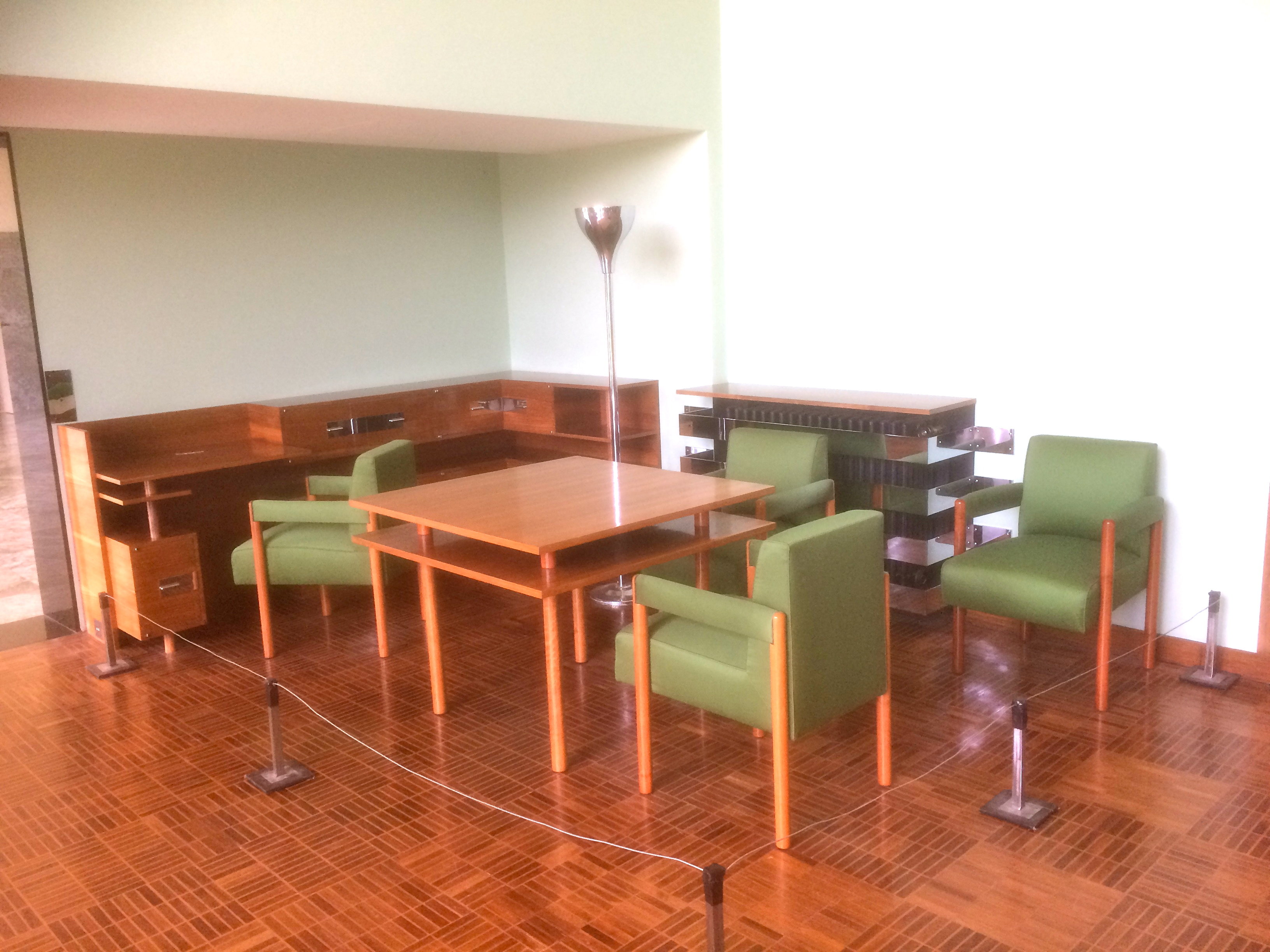
Mobilier du hall-salon.
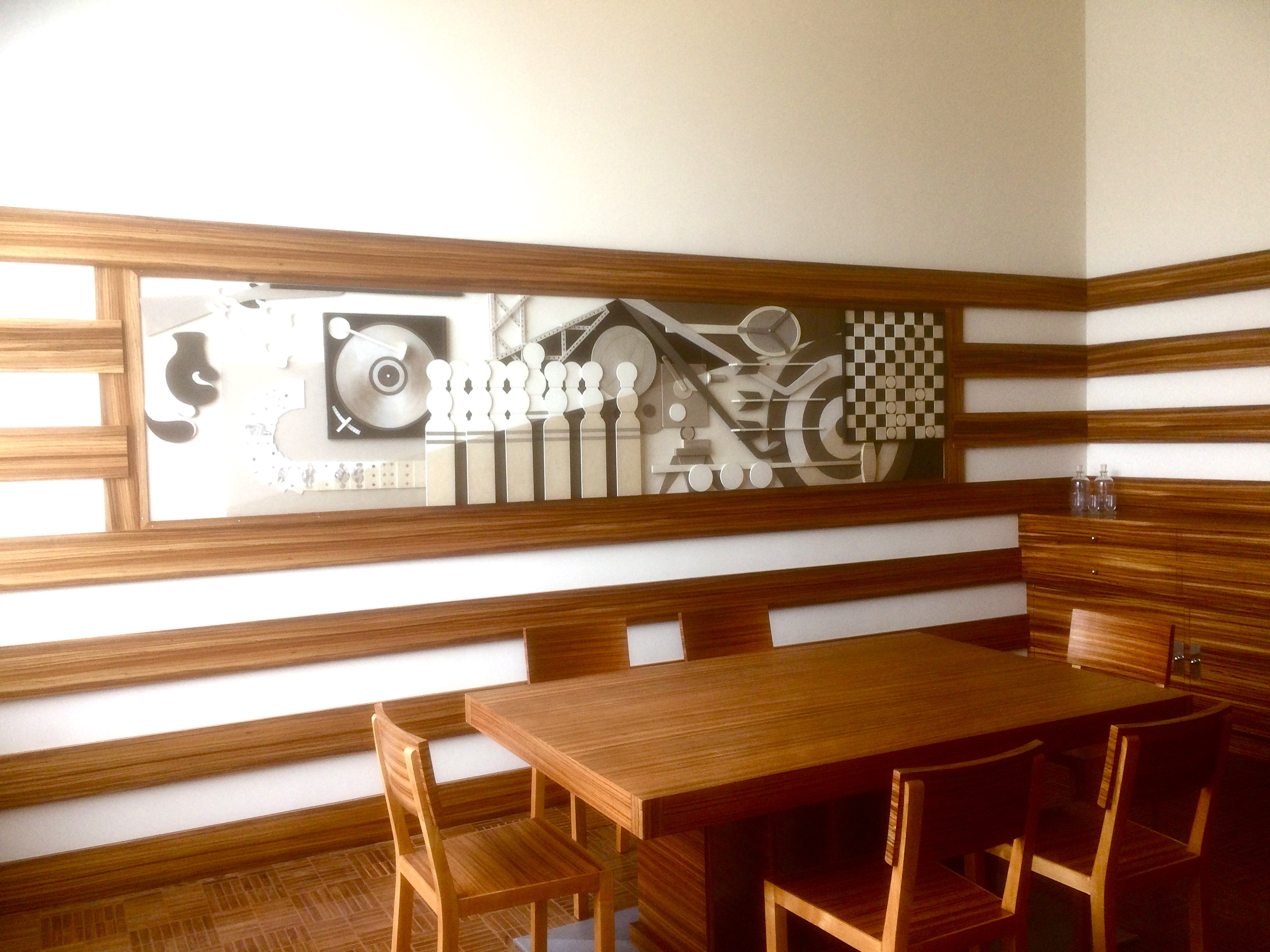
Salle à manger des enfants.
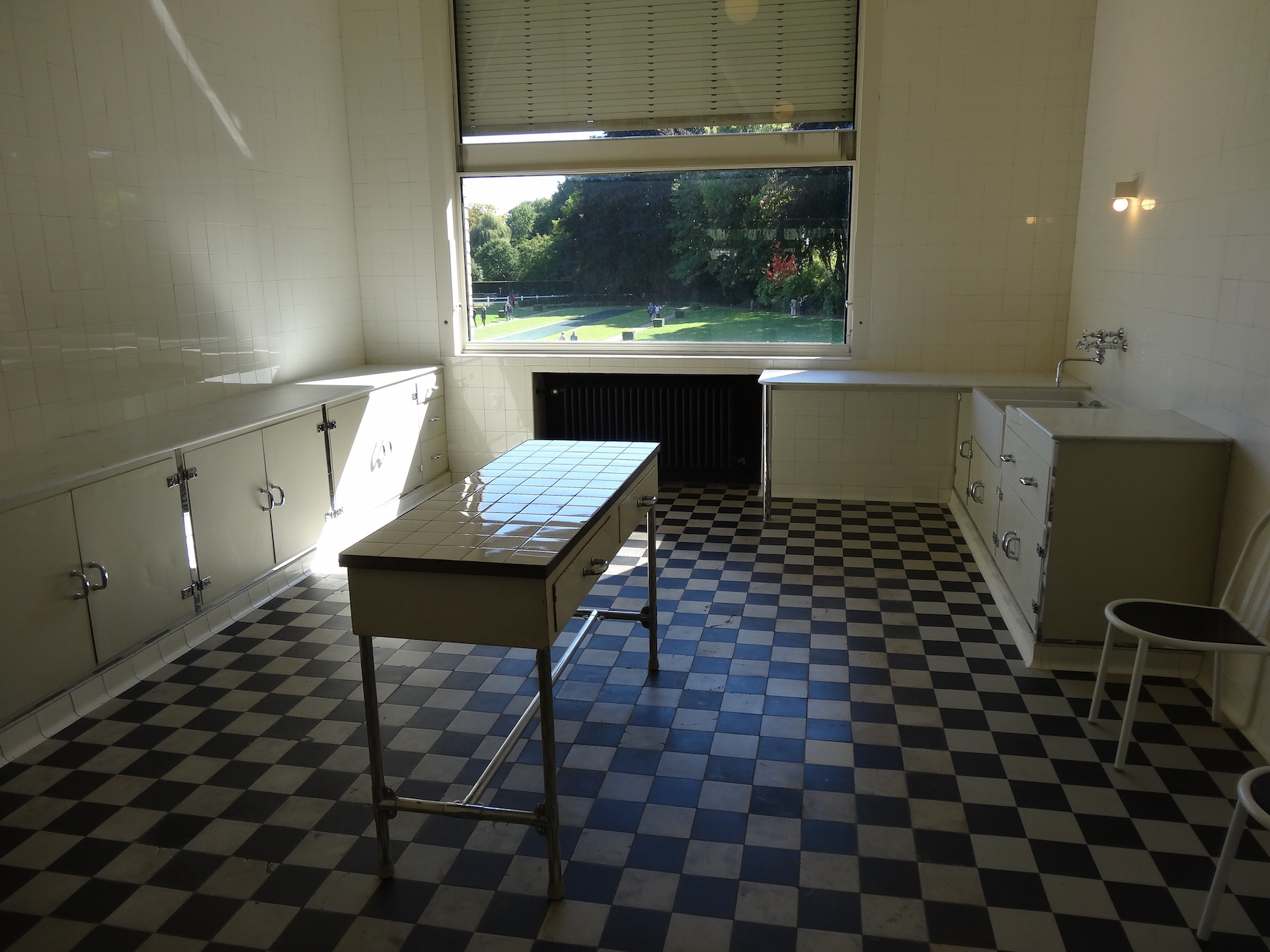
Arrière-cuisine avec vue sur le parc.
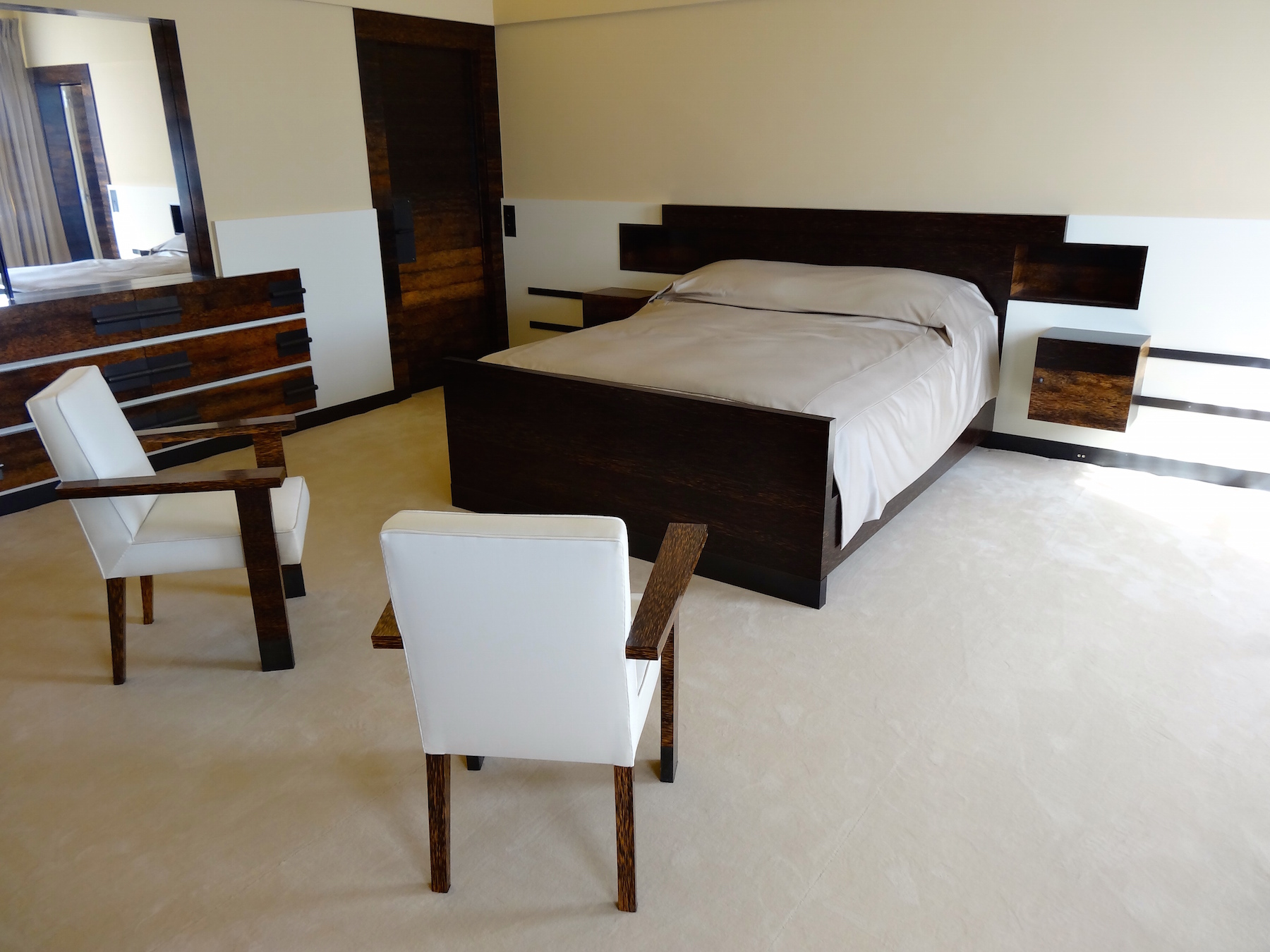
Chambre parentale des Cavrois.
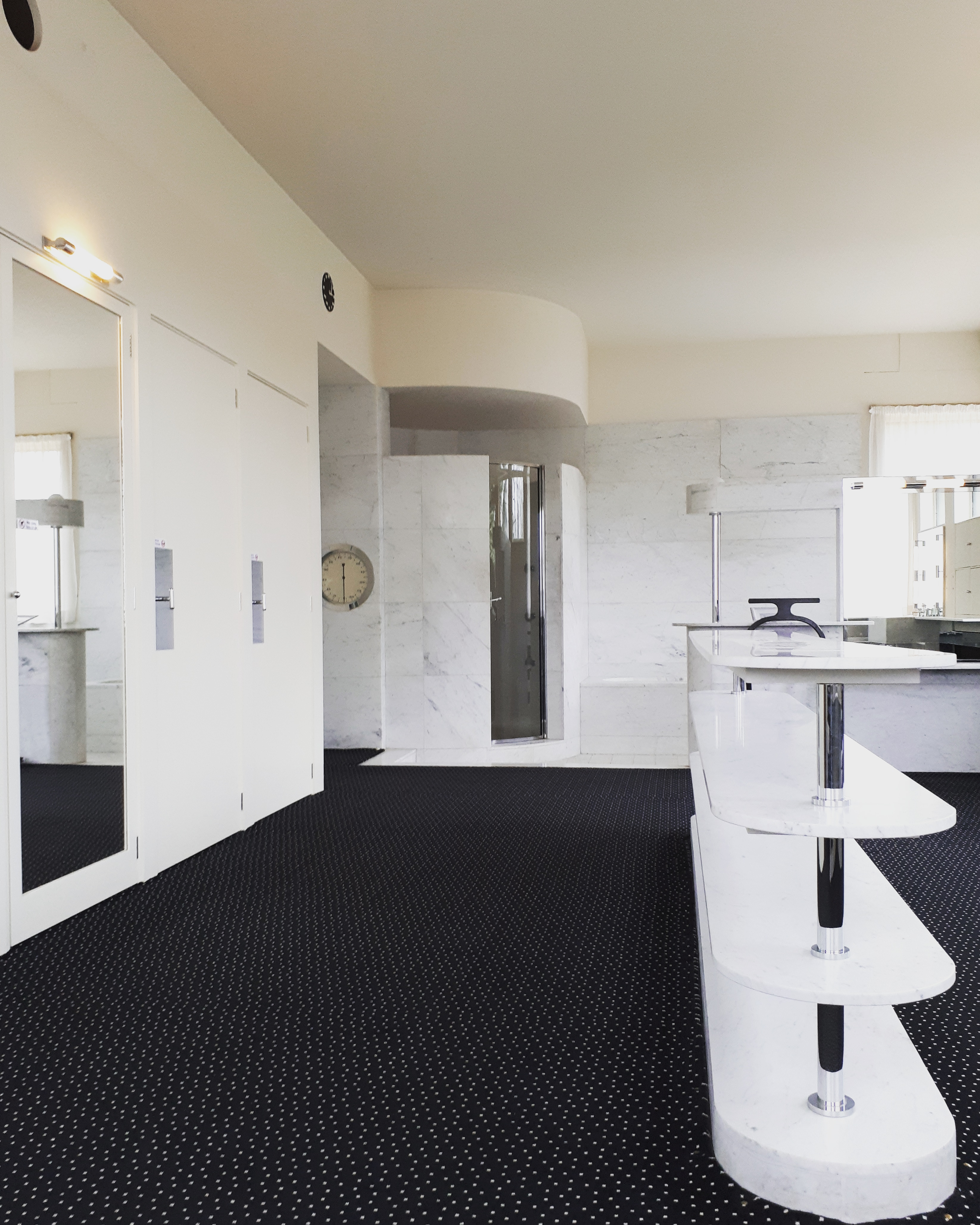
Salle de bains des parents.
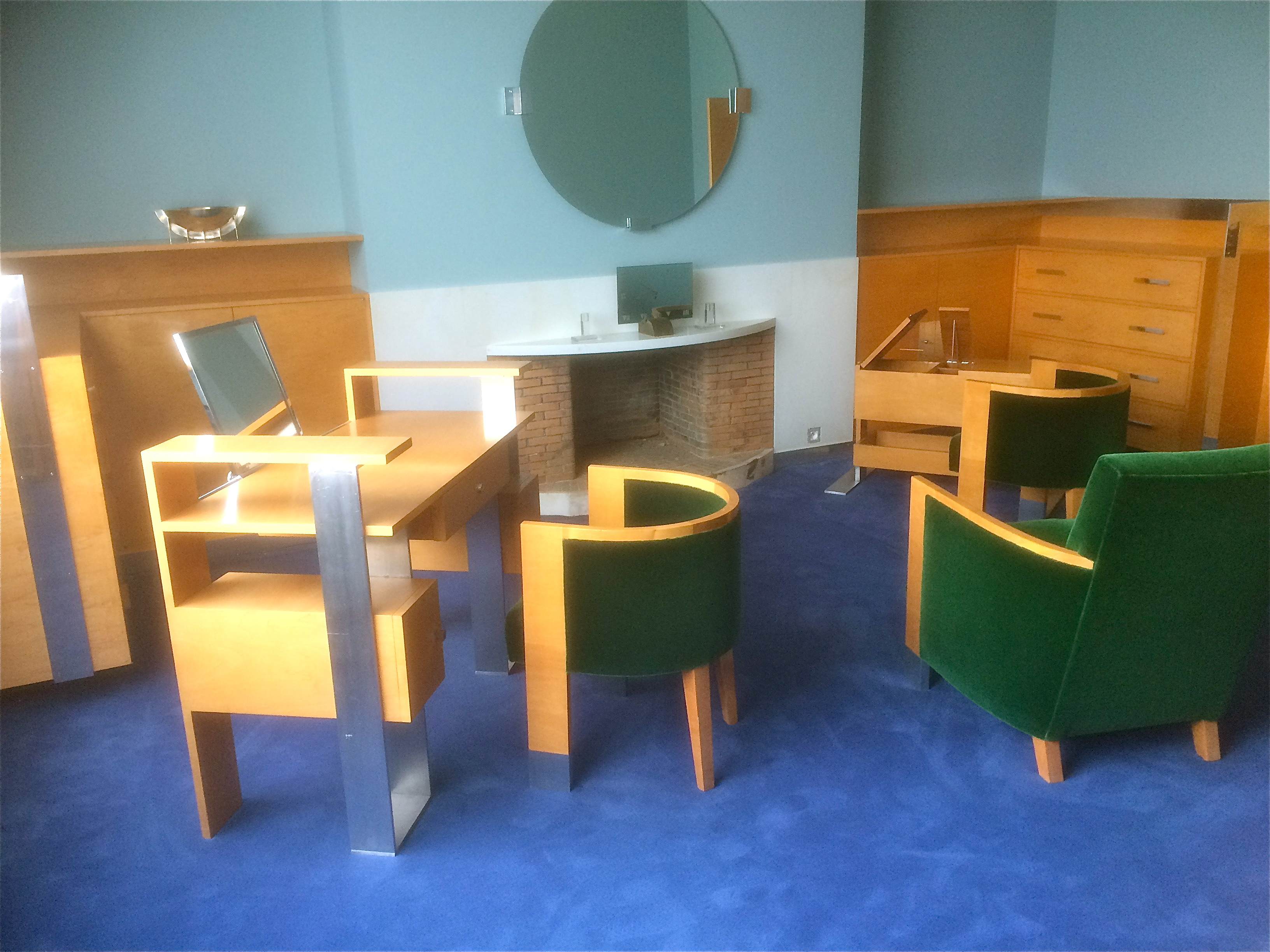
Boudoir.
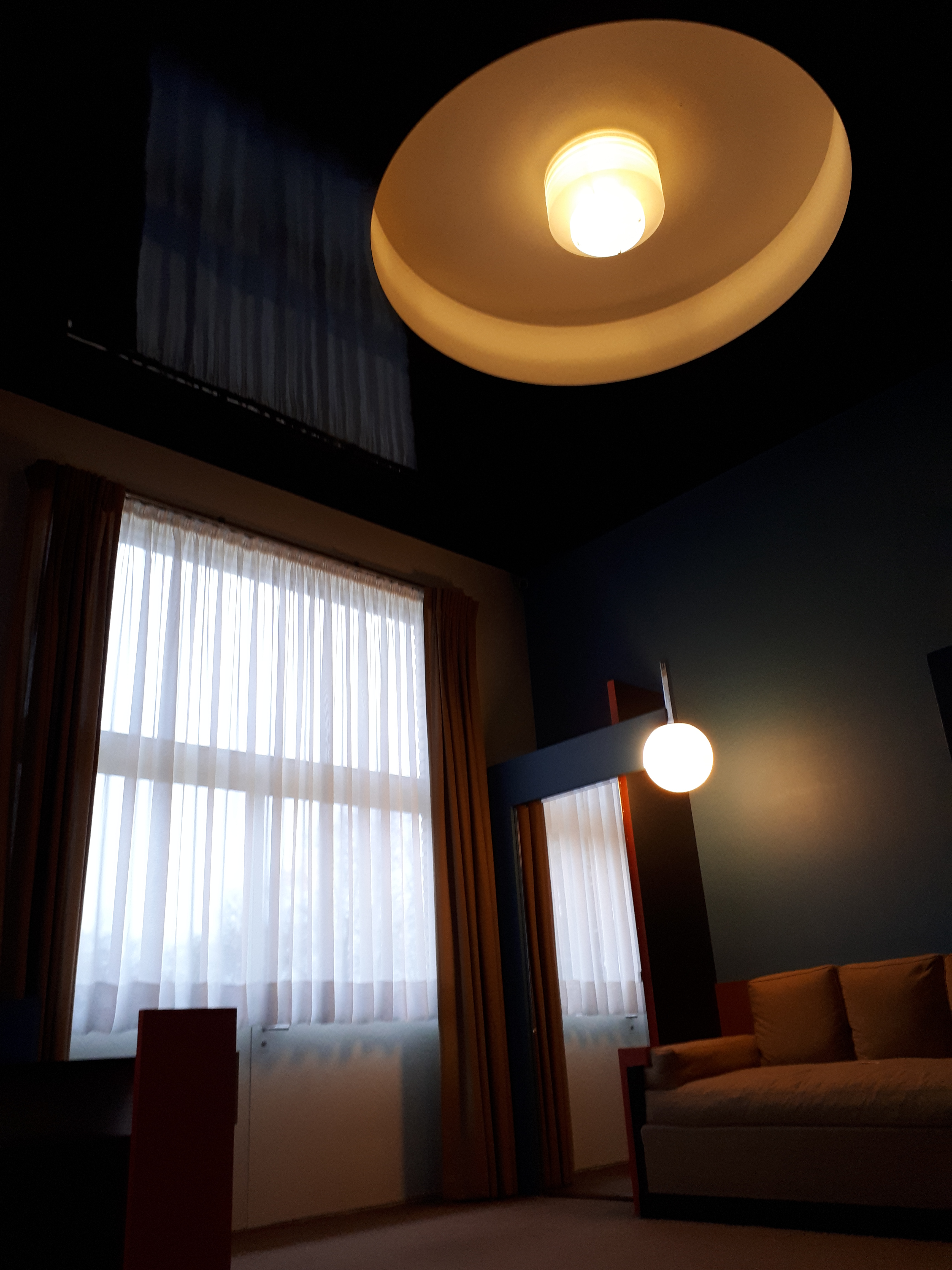
Chambre de jeune homme.
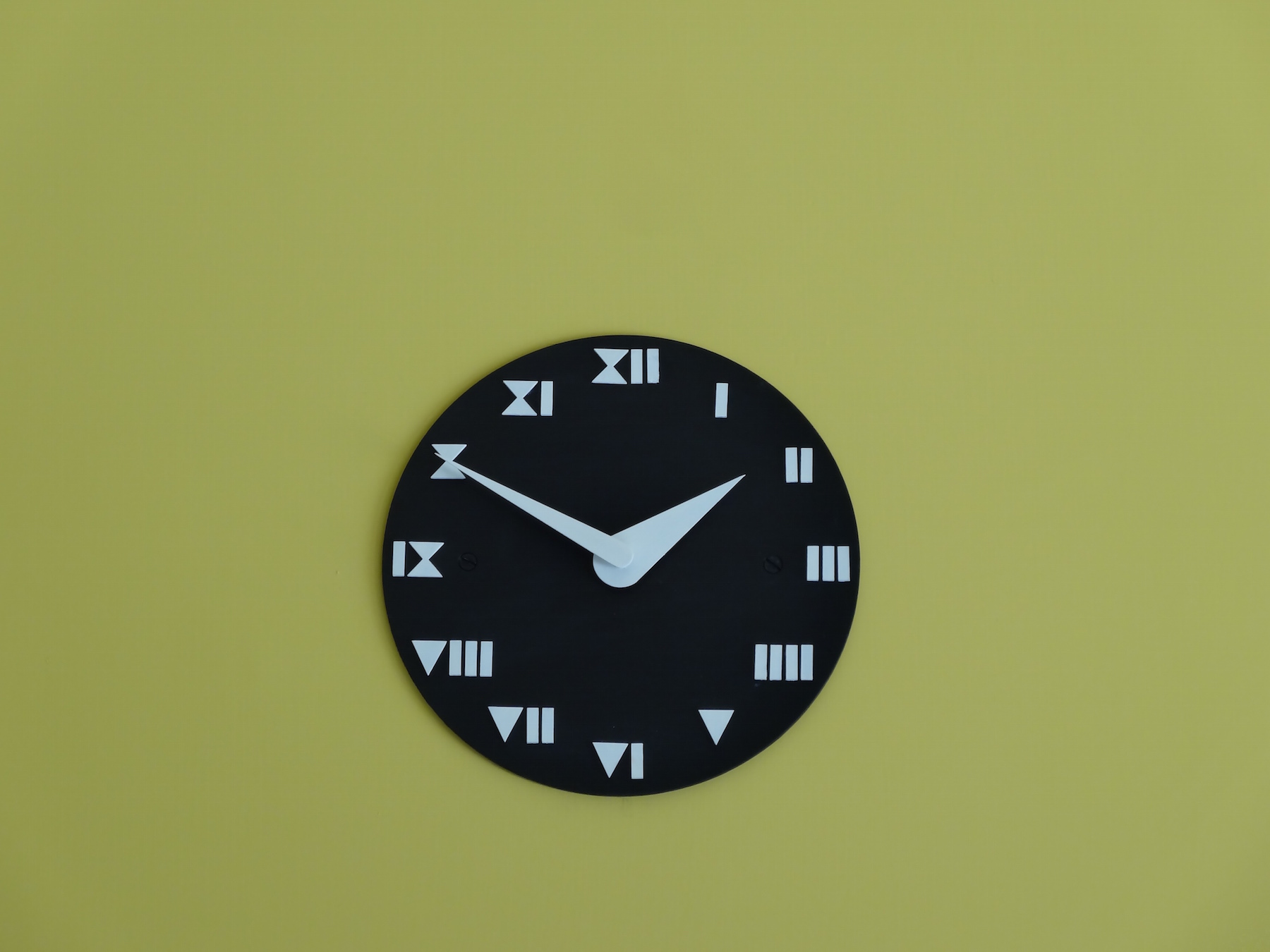
Horloge dans la chambre de jeune-homme.
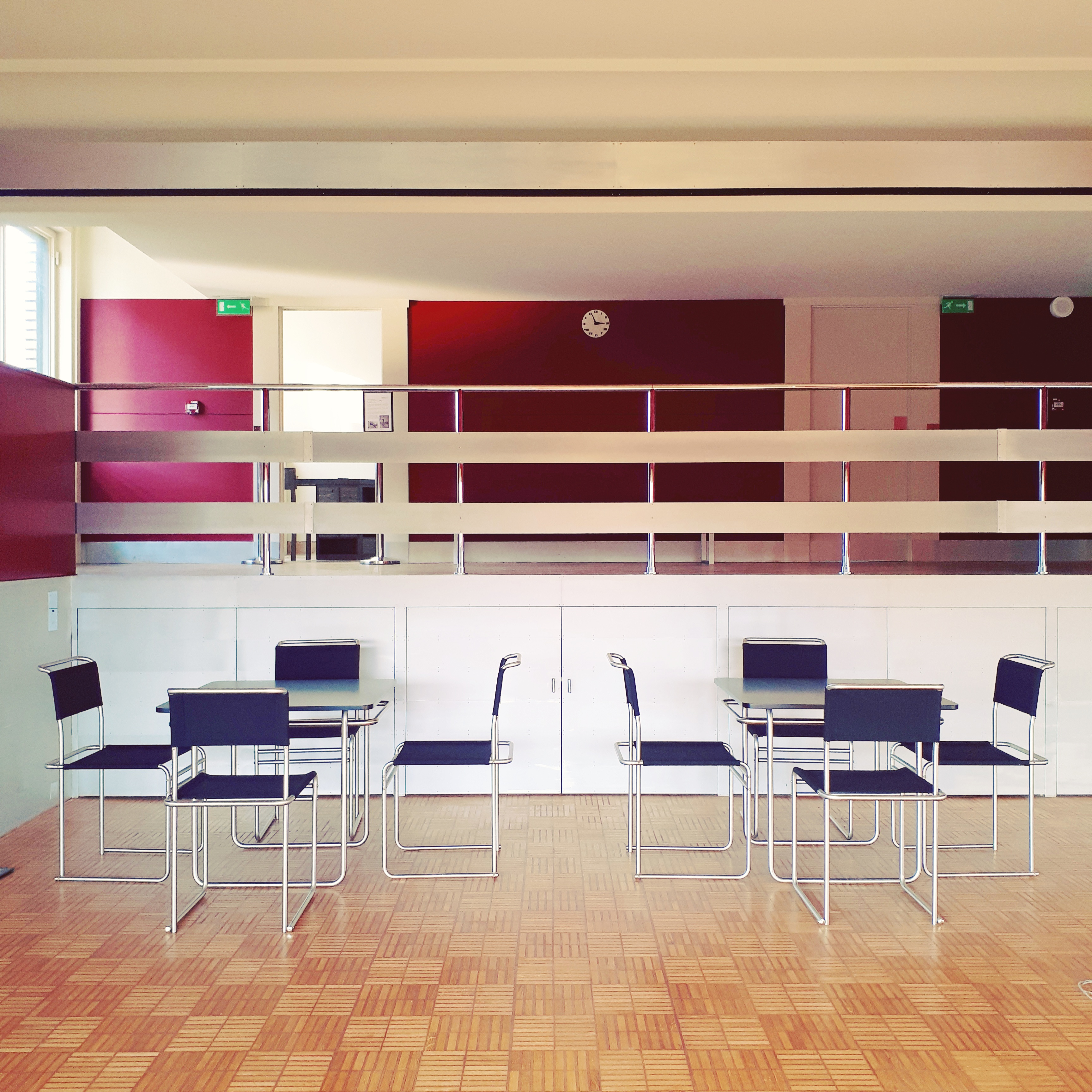
Salle de jeux des enfants ; parquet Noël.
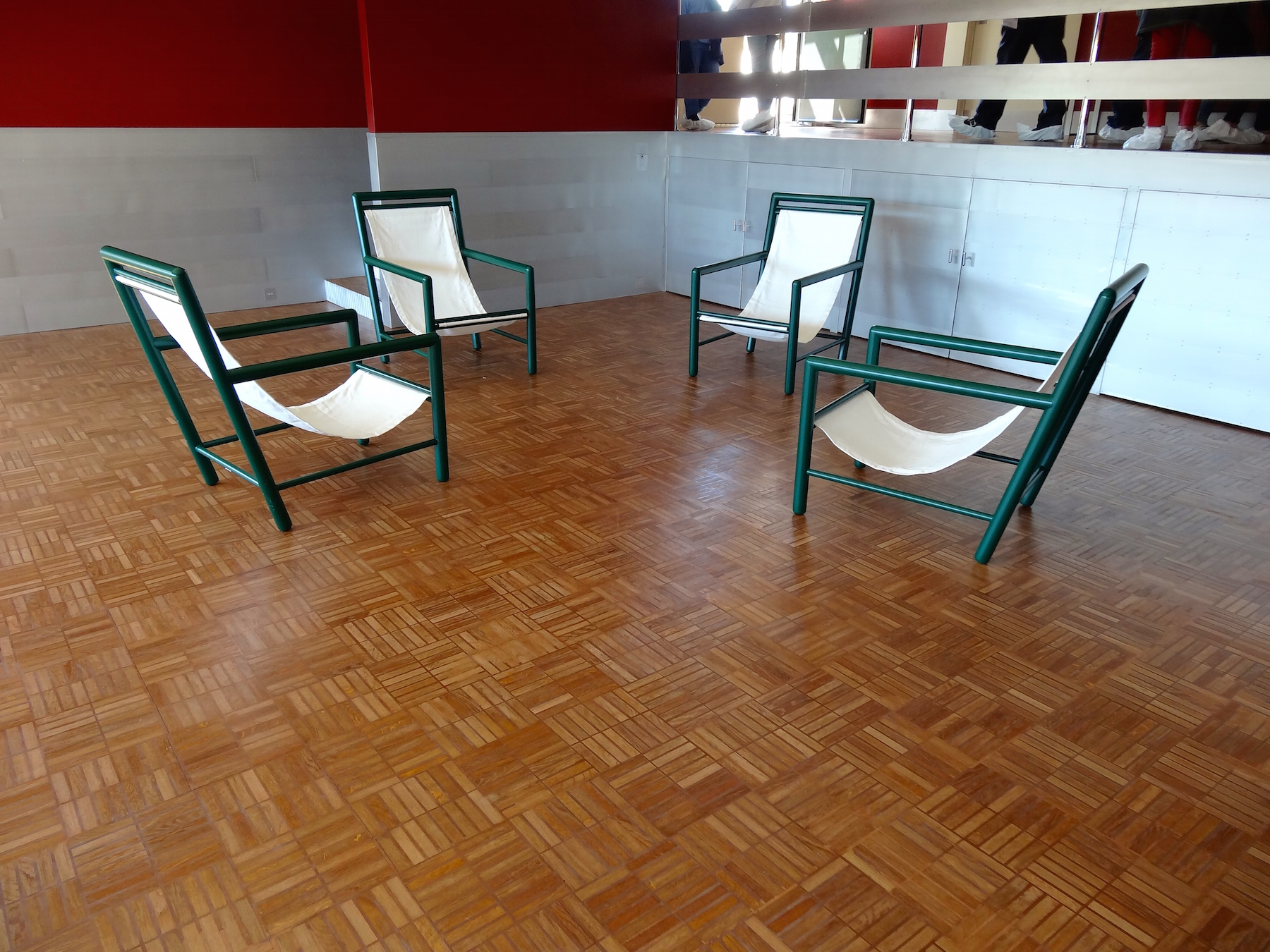
Salle de jeux avec fauteuils « Transat » créés en 1923-1925 pour la Villa Noailles.
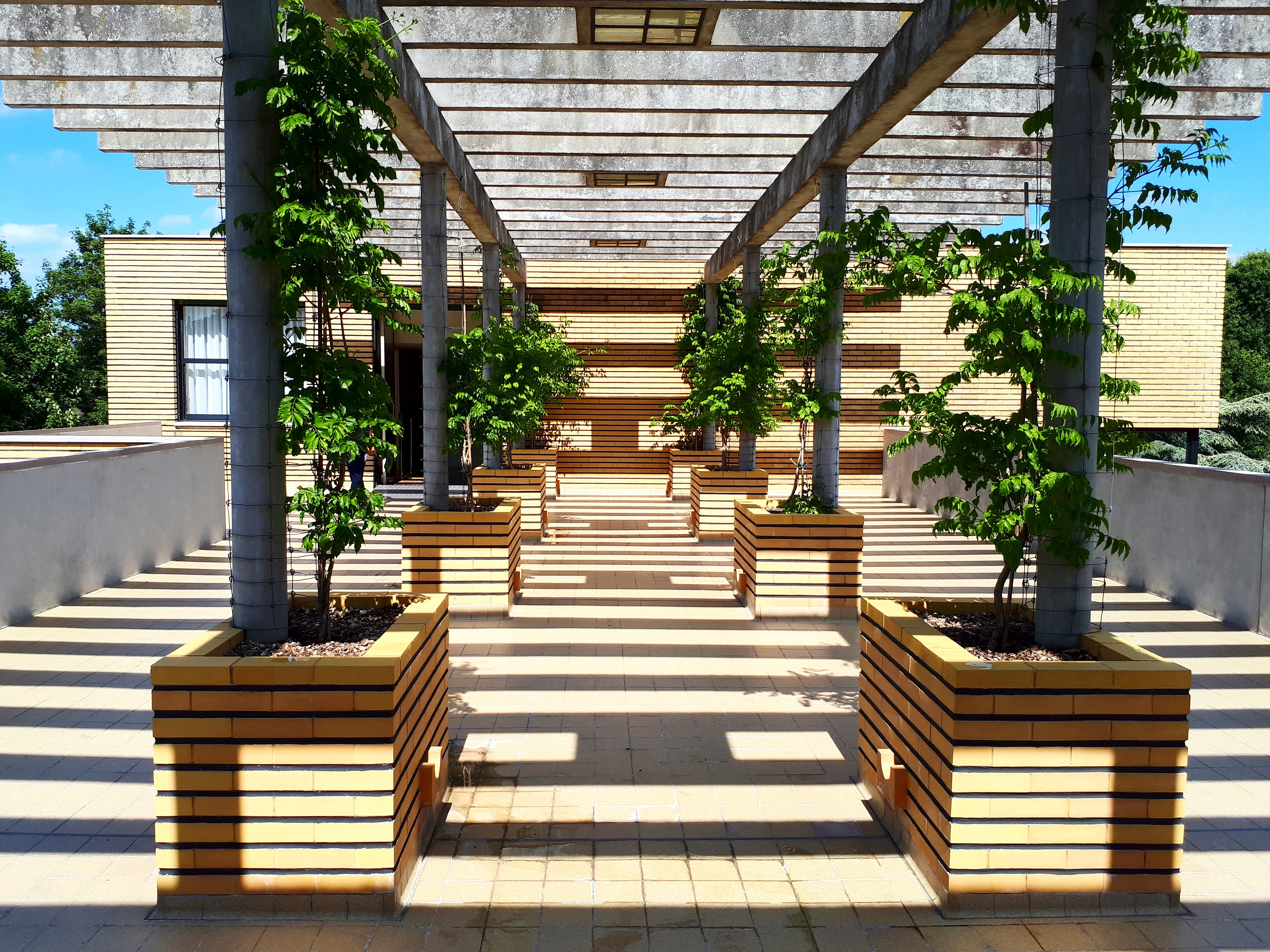
Terrasse-pergola.
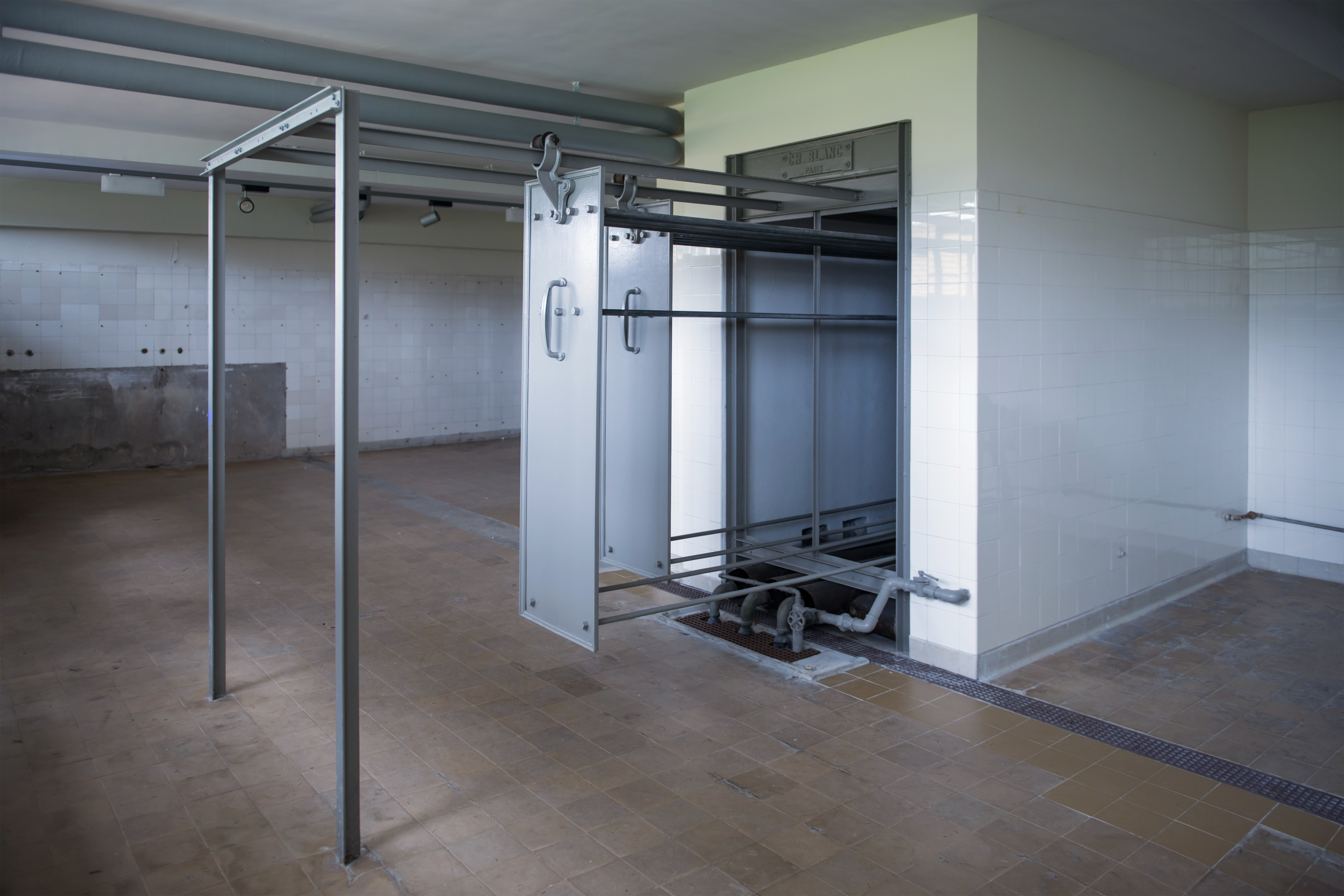
Sèche-linge au rez-de-jardin.
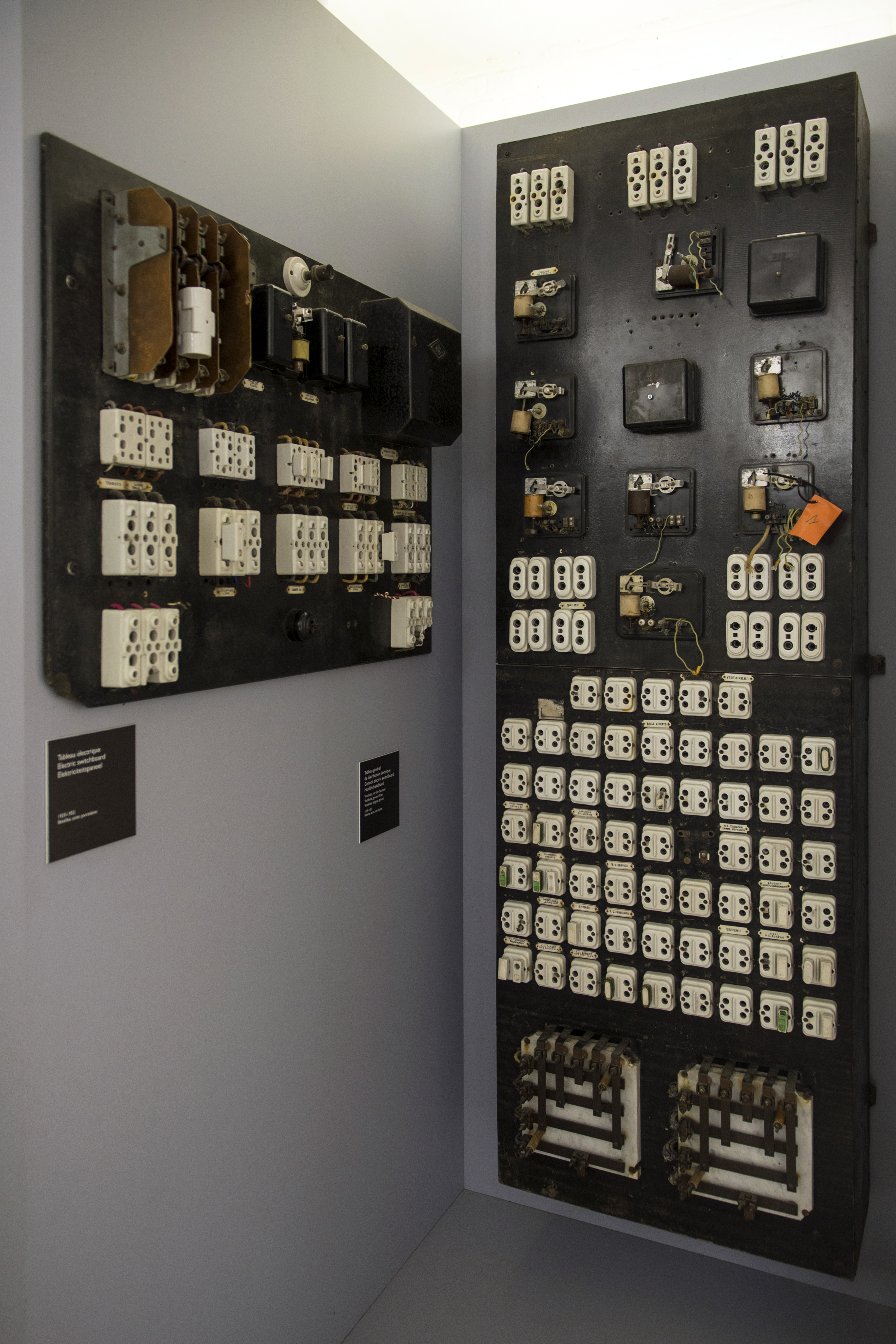
Tableau électrique dans la matériauthèque du rez-de-jardin.
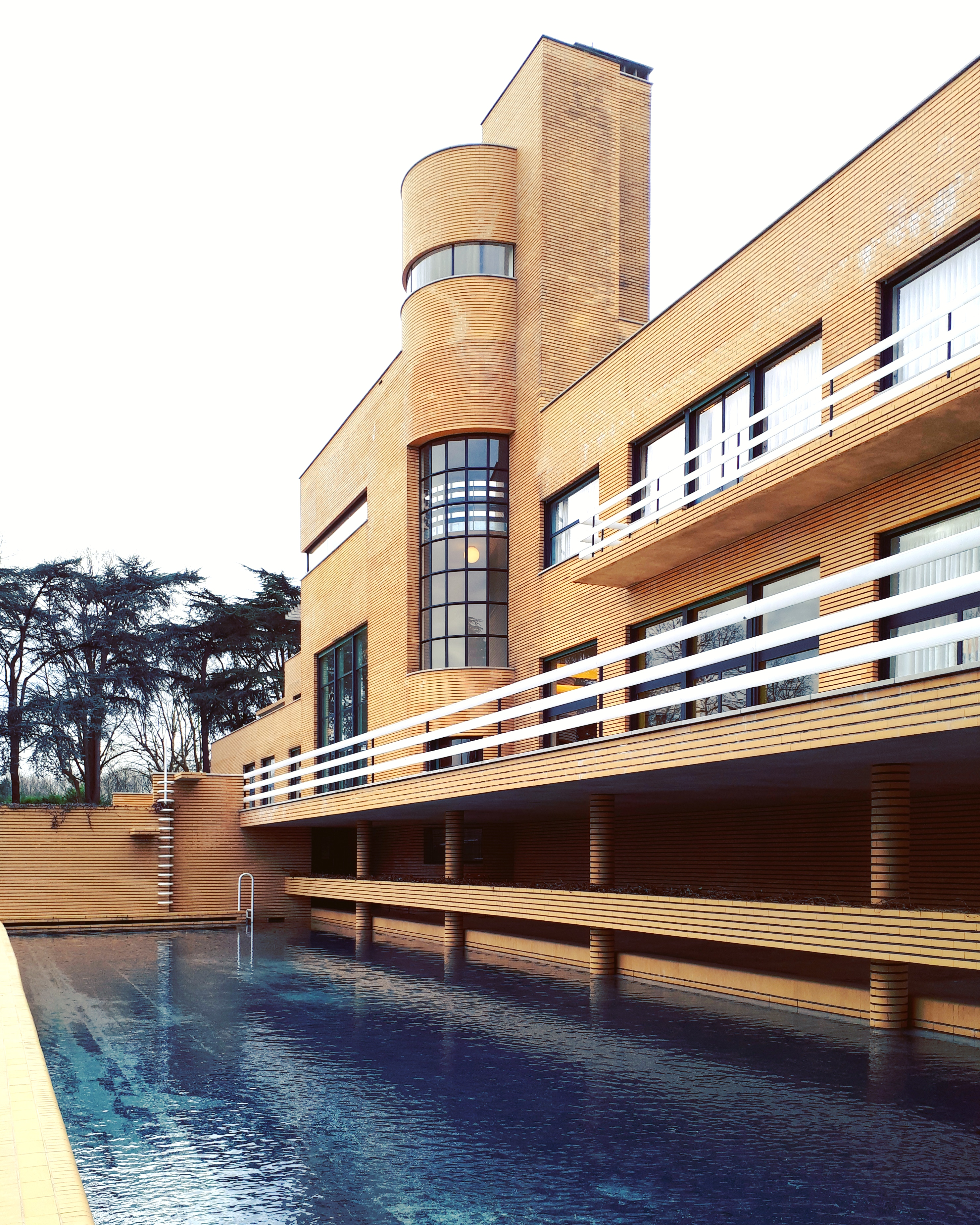
Piscine.
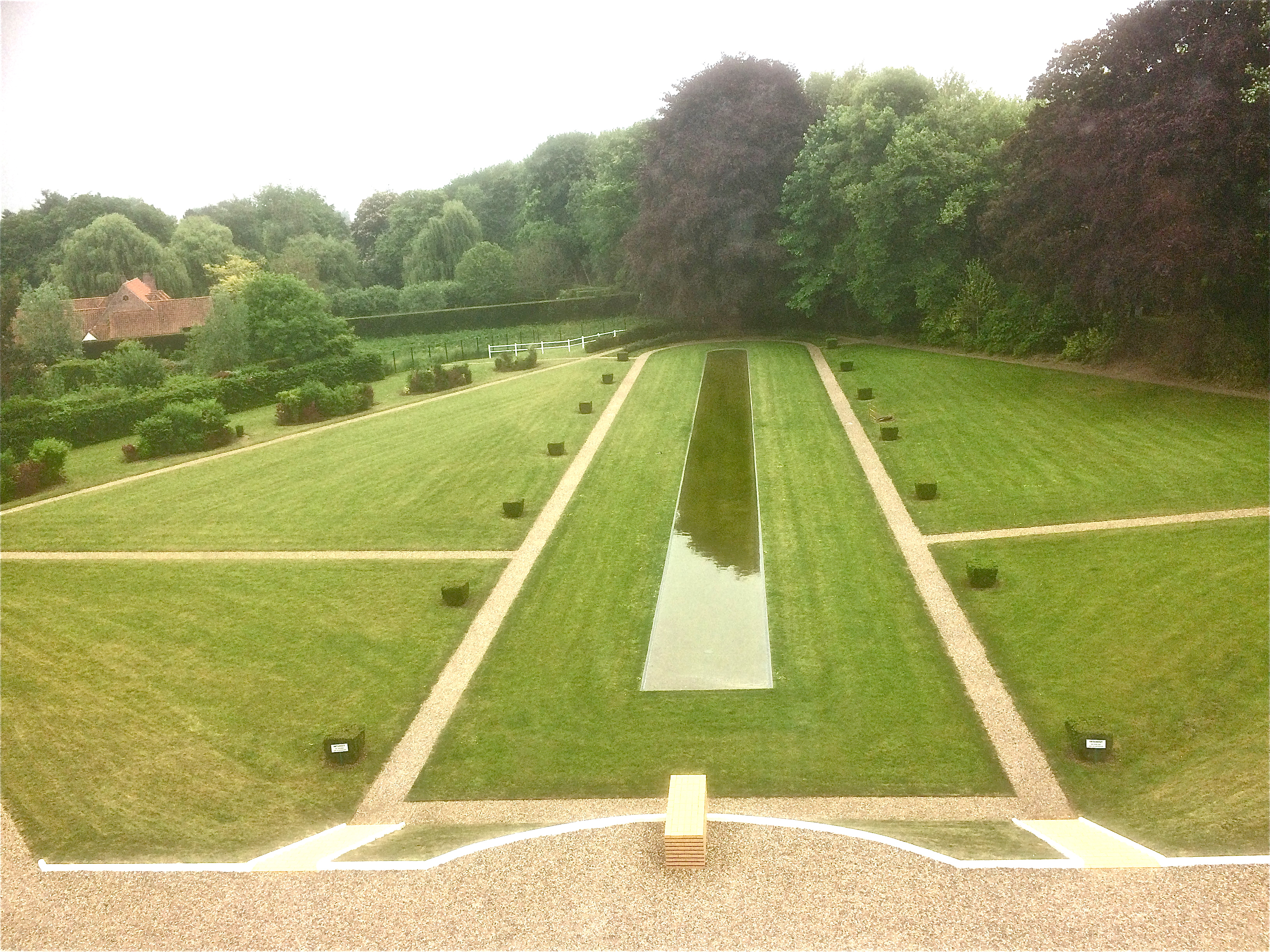
Le jardin et son bassin.
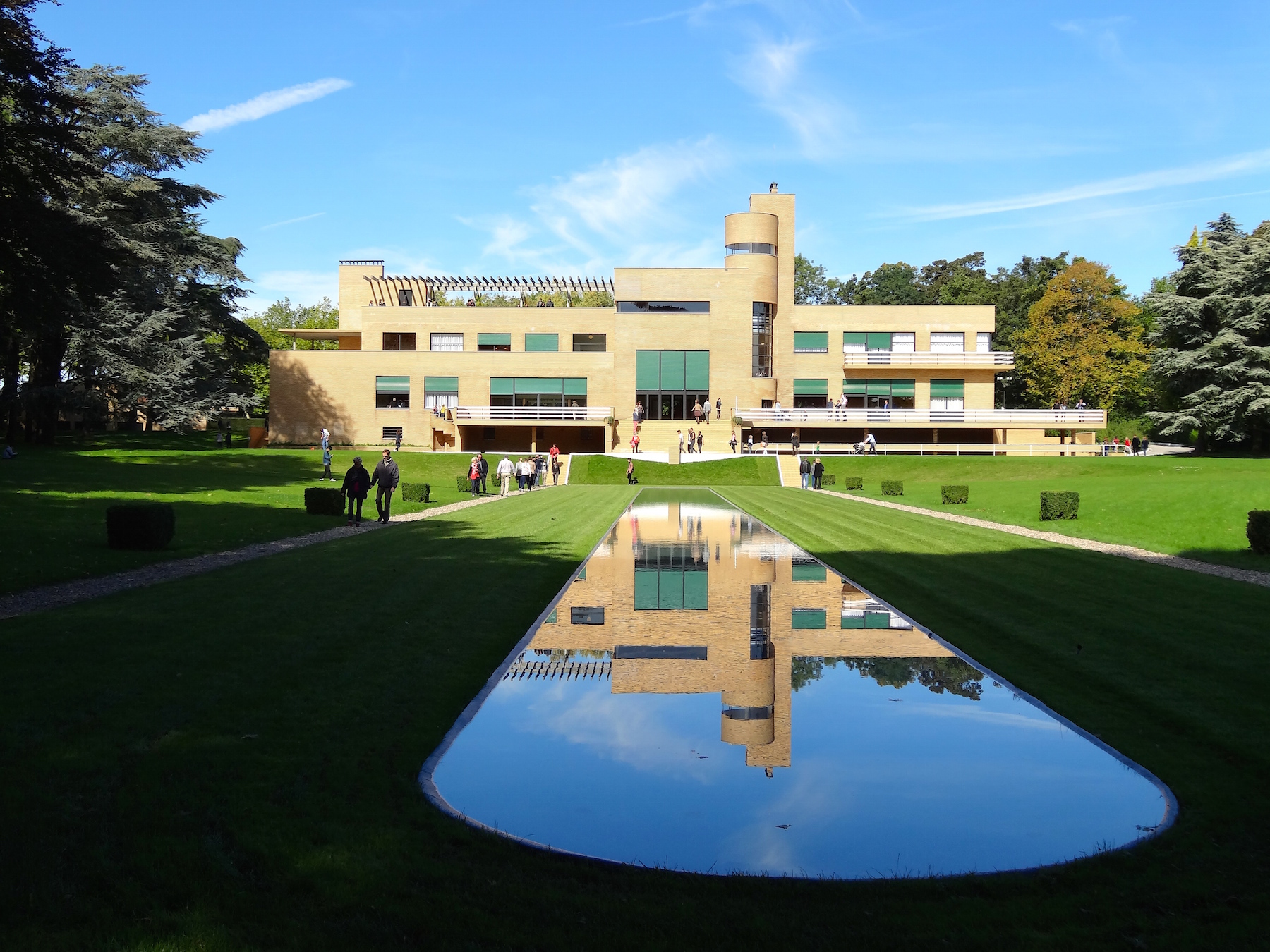
La villa et son reflet dans le bassin du jardin.

## Accès
- Station Villa Cavrois de la ligne R du tramway.
- Parking gratuit à proximité au Restaurant Centre équestre Le Comte, 10 à 15 minutes à pied

## Décor de tournage
Télévision
- Les Petits Meurtres d'Agatha Christie (Épisode 22 : Meurtres en solde)
- Baron noir, saison 3. La villa fait office de siège de la chancellerie allemande.

Cinéma
- L'Amant double[15]
- Un beau voyou

Musique
- Emmanuelle de Clara Luciani[16]

## Expositions
- 2020 : Design ! Muller Van Severen[17] Dans le cadre de Lille Métropole 2020, Capitale Mondiale du Design, les créateurs belges Fien Muller et Hannes Van Severen présentent une sélection de meubles et d'objets en résonance avec la villa
- 2021 : Marie Maillard à la villa Cavrois[18]
- 12 juin - 15 septembre 2024 : Humeurs, carte blanche à Fabrice Hyber dans le cadre du programme « Un artiste, un monument » initié par le CMN[19].
- 24 septembre 2024 - 5 janvier 2025 : That mystery of mysteries court métrage d'Eléonore Geissler - issue de l'exposition Panorama 26 du Fresnoy - Studio National des arts contemporains[20]
- 2025 : 1925 En héritage[21]à l'occasion du centenaire de l'exposition internationale des arts décoratifs et industriels modernes. En partenariat avec le Mobilier National.
- 2025 : Aventure de Ligne Dans le cadre de Lille3000 célébration de la ligne à travers une présentation d'un ensemble d'œuvres graphiques provenant du FRAC Picardie[22].